# Gerald Ciolek
Gerald Michael Ciolek (Colonia, 19 settembre 1986) è un ex ciclista su strada tedesco, professionista dal 2006 al 2016. Velocista, ha vinto la prova in linea Under-23 dei campionati del mondo 2006 e la Milano-Sanremo 2013.

## Carriera
Debutta nel 2005 con una piccola squadra Continental tedesca, la AKUD-Arnolds Sicherheit, e stupisce tutti gli addetti ai lavori per la vittoria nella prova in linea open dei campionati tedeschi su strada, un successo ottenuto a soli 18 anni e precedendo atleti molto più quotati come Robert Förster ed Erik Zabel. Nella stessa stagione si aggiudica anche una tappa al Mainfranken-Tour, sempre in Germania.
Passa professionista nel 2006 con il Team Wiesenhof-AKUD. Anche quell'anno, pur vincendo una tappa allo Istrian Spring Trophy in Croazia, ottiene in patria i principali successi: si aggiudica infatti il Rund um die Nürnberger Altstadt e una tappa al Deutschland Tour, ed è secondo al Rund um den Henninger-Turm. In agosto partecipa alla Vattenfall Cyclassics, corsa UCI ProTour, e nella volata finale, vinta da Óscar Freire, coglie un brillante quinto posto; in settembre, grazie ai regolamenti che lo consentono, partecipa alla prova in linea dei campionati del mondo di Salisburgo nella categoria Under-23, riuscendo a vincere la maglia iridata in uno sprint a ranghi ridotti. Nel 2007 si trasferisce al T-Mobile Team, il principale team ciclistico tedesco. Ottiene numerosi successi, tra cui due tappe al Giro d'Austria e, in agosto, tre frazioni al Deutschland Tour, battendo Erik Zabel, Paolo Bettini e Danilo Napolitano. L'anno dopo debutta al Tour de France: è secondo nell'ottava e nella ventunesima frazione, battuto rispettivamente dal compagno di squadra Mark Cavendish e da Gert Steegmans, e terzo in altre due tappe. Si aggiudica inoltre un'ulteriore tappa al Deutschland Tour.

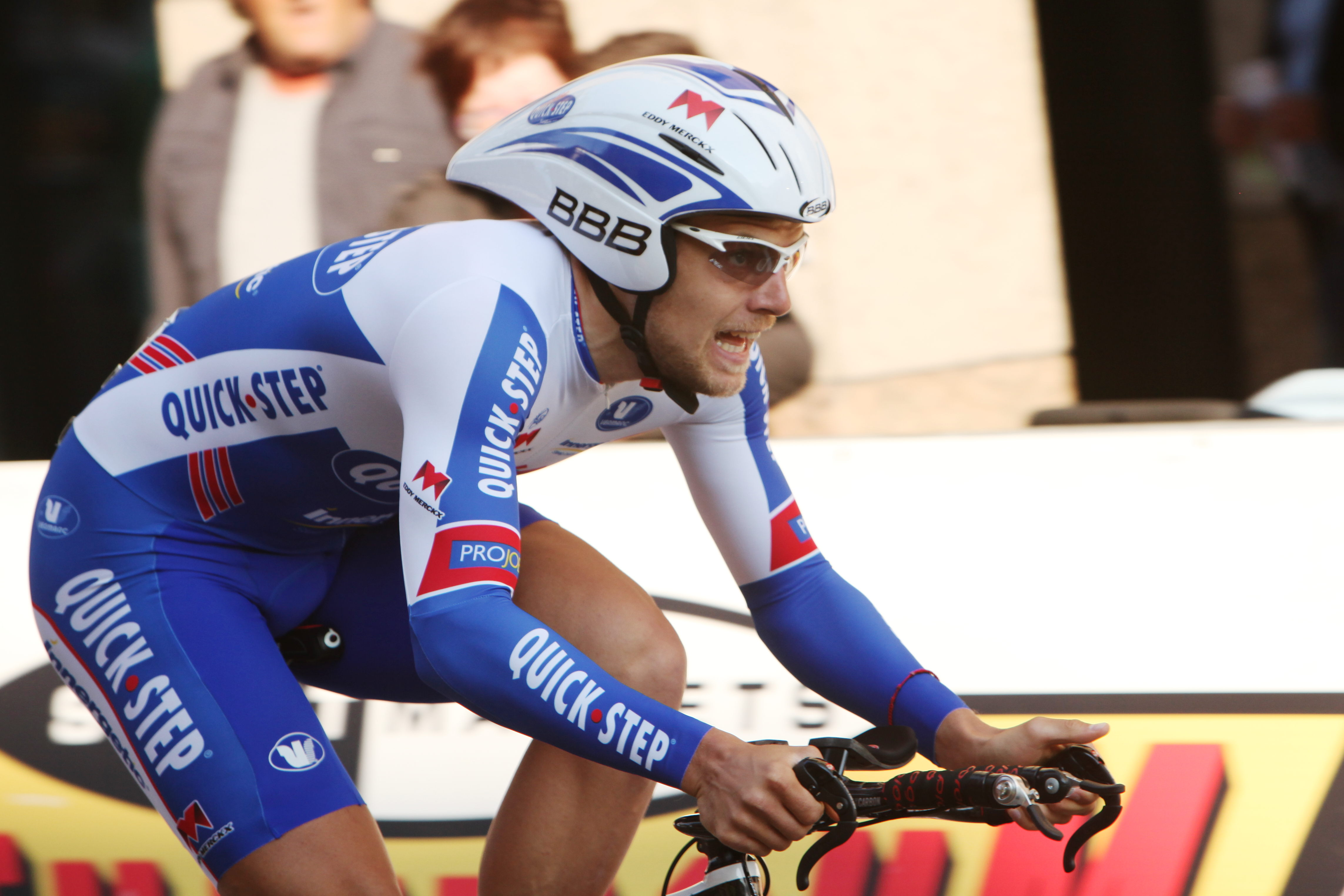
Ciolek al Tour de Romandie 2011 con la divisa Quickstep

Nel 2009 passa al Team Milram e "battezza" il cambio di divisa con una vittoria al Trofeo Calvia, prova del Challenge de Mallorca. Si classifica quindi terzo nella graduatoria a punti del Tour de France; dopo il terzo posto alla Vattenfall Cyclassics vince, nei Paesi Bassi, la seconda tappa della Vuelta a España. All'inizio del 2010, al Tour of Qatar, è vittima di un grave infortunio (frattura a scafoide e clavicola con separazione acromion-claveare) che lo tiene lontano dalle corse per diversi mesi. Al ritorno alle corse vince comunque una frazione al Giro di Baviera ed è secondo nella tappa di Montargis, preceduto da Cavendish, al Tour de France. Nel 2011 si trasferisce alla Quickstep, ma non coglie successi (è secondo alla Vattenfall Cyclassics, battuto da Edvald Boasson Hagen): torna alla vittoria all'inizio del 2012 facendo sua una tappa alla Volta ao Algarve in Portogallo.
Nel 2013 passa alla MTN-Qhubeka, formazione Professional Continental sudafricana. Il 17 marzo dello stesso anno coglie il suo successo più prestigioso: vince infatti la Milano-Sanremo, una delle cinque "classiche monumento", battendo Peter Sagan e Fabian Cancellara in una volata ristretta. Nell'edizione successiva della Classicissima arriva allo sprint finale coi migliori, ma non riesce a ripetersi e chiude nono, abdicando da campione in carica dopo una buona prova. Nel 2016 cambia squadra, trasferendosi al team Stölting Service Group.
A fine gennaio 2017, non avendo trovato una squadra a cui accasarsi, annuncia il ritiro dall'attività agonistica.

## Palmarès
- 2005 (Team AKUD-Arnolds Sicherheit, cinque vittorie)

3ª tappa Mainfranken-Tour (Gerolzhofen > Schweinfurt)
Campionati tedeschi, Prova in linea
3ª tappa Tour de Hongrie
7ª tappa Tour de Hongrie
8ª tappa Tour de Hongrie
- 2006 (Team Wiesenhof-AKUD, quattro vittorie)

3ª tappa Istrian Spring Trophy (Parenzo > Parenzo)
4ª tappa Giro della Germania (Witzenhausen > Schweinfurt)
Rund um die Nürnberger Altstadt
Campionati del mondo, Prova in linea Under-23
- 2007 (T-Mobile Team, otto vittorie)

3ª tappa Giro della Bassa Sassonia (Melle > Rheda-Wiedenbrück)
Classifica generale Rheinland-Pfalz-Rundfahrt
2ª tappa Giro d'Austria (Mayrhofen > Salisburgo)
8ª tappa Giro d'Austria (Podersdorf am See > Vienna)
6ª tappa Deutschland Tour (Längenfeld > Kufstein)
7ª tappa Deutschland Tour (Kufstein > Ratisbona)
9ª tappa Deutschland Tour (Einbeck > Hannover)
1ª tappa 3-Länder-Tour (Gera > Gotha)
- 2008 (Team Columbia-High Road, tre vittorie)

1ª tappa Giro di Baviera (Freyung > Sankt Englmar)
3ª tappa Giro di Baviera (Donauwörth > Würzburg)
5ª tappa Giro della Germania (Magonza > Winterberg)
- 2009 (Team Milram, due vittorie)

Trofeo Calvia
2ª tappa Vuelta a España (Assen > Emmen)
- 2010 (Team Milram, una vittoria)

3ª tappa Giro di Baviera (Bayreuth > Hersbruck)
- 2012 (Omega Pharma-Quickstep Cycling Team, una vittoria)

4ª tappa Volta ao Algarve (Vilamoura > Tavira)
- 2013 (MTN-Qhubeka, cinque vittorie)

2ª tappa Tre Giorni delle Fiandre Occidentali (Nieuwpoort > Ichtegem)
Milano-Sanremo
3ª tappa Bayern Rundfahrt (Viechtach > Kelheim)
6ª tappa Österreich-Rundfahrt (Maria Taferl > Poysdorf)
2ª tappa Tour of Britain (Carlisle > Kendal)
- 2014 (MTN-Qhubeka, una vittoria)

3ª tappa Vuelta a Andalucía (Sanlúcar la Mayor > Siviglia)

### Altri successi
- 2007 (T-Mobile Team)

Classifica sprint Giro d'Austria
Rund in Ratingen
Eurobike Altstadtkriterium Ravensburg
- 2008 (Team Columbia-High Road)

Hürth-Kendenich (Criterium)
Sparkassen Cup-Schwenningen
Neuss (Criterium)
Wangen (Criterium)
- 2009 (Team Milram)

Nacht von Hannover (Derny)
- 2010 (Team Milram)

KIA-Rü-Cup (Criterium)
- 2012 (Omega Pharma-Quickstep)

2ª tappa, 2ª semitappa Tour de l'Ain (cronosquadre, Saint-Vulbas)

## Piazzamenti

### Grandi Giri
- Giro d'Italia

2011: ritirato (13ª tappa)
- Tour de France

2008: 106º
2009: 126º
2010: 133º
2011: 150º
- Vuelta a España

2009: ritirato (18ª tappa)
2014: 139º

### Classiche monumento
- Milano-Sanremo

2007: 27º
2008: ritirato
2009: ritirato
2012: 142º
2013: vincitore
2014: 9º
2015: 59º
- Giro delle Fiandre

2009: 111º
2014: ritirato
2015: ritirato
- Parigi-Roubaix

2011: 87º
2015: ritirato
- Liegi-Bastogne-Liegi

2008: ritirato
- Giro di Lombardia

2010: ritirato

### Competizioni mondiali
- Campionati del mondo

Madrid 2005 - In linea Under-23: 17º
Salisburgo 2006 - In linea Under-23: vincitore
Stoccarda 2007 - In linea Elite: ritirato
Varese 2008 - In linea Elite: ritirato
Mendrisio 2009 - In linea Elite: ritirato
- Giochi olimpici

Pechino 2008 - In linea: ritirato